# Autoroute A50 (Italie)

Situation de la A50.

La A50 dans la conurbation milanaise.

Pour les articles homonymes, voir A50.
L'Autoroute A50 ou Tangenziale Ovest di Milano, est le raccordement autoroutier qui contourne l'agglomération de Milan du Sud-Est au Nord-Ouest.
Avec la A51 Tangenziale Est Milano et la A52 Tangenziale Nord Milano, elle compose le plus important système italien de contournement d'une agglomération, avec une longueur de 74,4 km. Si l'on y ajoute les tronçons urbains des différentes autoroutes qui desservent Milan, A1 Autoroute du soleil et A4 Serenissima, qui est parallèle à la "Tangenziale Nord" et relie les A51 et A50, on obtient le système complet des autoroutes urbaines milanaises.

## Histoire
La Tangenziale Ovest de Milan fut le second ouvrage le plus important et le premier périphérique milanais, réalisé par la société concessionnaire d'autoroute Milano Serravalle - l'autoroute qui relie Milan à Gènes au Sud et Milan-Ponte Chiasso frontière Suisse, au Nord.
La première pierre fut posée en 1965 et les travaux furent terminés en 1968. Au début, elle comportait deux voies de circulation dans chaque sens, plus une bande d'arrêt d'urgence selon la règlementation italienne, mais qui se sont avérées insuffisantes avec le trafic très important ce qui a conduit à ajouter une troisième voie dans chaque sens, ouverte en 1980.
Sa construction faisait partie du rêve, un peu utopique peut être, des sociétés concessionnaires de relier sans interruption toutes les autoroutes d'Europe, à l'image des autoroutes italiennes.

## Le parcours
| A50 PÉRIPHÉRIQUE OUEST DE MILAN |      |                                                                                     |      |      |          |                  |
| n°                              | Type | Indications                                                                         | ↓km↓ | ↑km↑ | Province | Route européenne |
|                                 |      | Varese                                                                              | 0,0  | 31,3 | MI       |                  |
|                                 |      | Barrière de Terrazzano (it) péage 2,40 €                                            | 0,8  | 31,0 | MI       |                  |
|                                 |      | Aire de service Rho Ovest                                                           | 1,2  | --   | MI       |                  |
|                                 |      | SS 33 del Sempione (it) Rho - Pero - FieraMilanoCity MM1 Rho Fiera                  | 2,5  | 29,3 | MI       |                  |
|                                 |      | Turin - Venise                                                                      | 4,0  | 27,8 | MI       |                  |
|                                 |      | Padana Superiore (it) MM1 Molino Dorino                                             | 6,0  | 25,8 | MI       |                  |
|                                 |      | Settimo Milanese Milano San Siro Stade San Siro FieraMilanoCity                     | 7,0  | 24,8 | MI       |                  |
|                                 |      | Baggio - Cusago MM1 Bisceglie                                                       | 10,5 | 21,3 | MI       |                  |
|                                 |      | Aire de service Muggiano                                                            | 11,9 | 19,9 | MI       |                  |
|                                 |      | Strada statale 494 Vigevanese (it)                                                  | 14,0 | 17,8 | MI       |                  |
|                                 |      | Corsico - Gaggiano Strada statale 494 Vigevanese Trezzano sul Naviglio - Buccinasco | 15,0 | 16,8 | MI       |                  |
|                                 |      | Aire de service Assago ovest Connexion des deux voies médiane surélévée             | 19,0 | --   | MI       |                  |
|                                 |      | Genova Assago MM2 Famagosta                                                         | 20,0 | 11,8 | MI       |                  |
|                                 |      | Strada statale 35 dei Giovi (it) Rozzano                                            | 21,0 | 10,8 | MI       |                  |
|                                 |      | Aire de service Rozzano est                                                         | --   | 7,3  | MI       |                  |
|                                 |      | Strada statale 412 della Val Tidone (it) Opera                                      | 26,0 | 5,8  | MI       |                  |
|                                 |      | Aire de service San Giuliano                                                        | 29,4 | 2,4  | MI       |                  |
|                                 |      | Bologna Périphérique Est                                                            | 31,3 | 0,0  | MI       |                  |

L'A50 se déroule sur 31,5 km de longueur. Le PK 0,00 est situé au droit du raccordement avec l'Autoroute des Lacs, sur la commune de Rho, où est implantée la barrière de péage de Terrazzano. Elle continue en direction du Sud, traverse la commune de Pero où l'on rencontre les accès à la A4 Turin-Venise-Trieste et la commune de Milan. 
Dans la commune d'Assago on trouve l'accès à l'autoroute A7 Milan-Gènes. Enfin, sur la commune de San Giuliano Milanese elle se continue avec la A1 Autoroute du Soleil.
Au total on dénombre 12 échangeurs libres qui desservent les routes nationales et provinciales, comme la SS11-Strada Statale 11 Padana Superiore, la SS35-Strada Statale 35 dei Giovi et la SS494-Strada Statale 494 Vigevanese.
Depuis peu une limitation de vitesse à 90 km/h est imposée avec des contrôles sévères grâce au nouveau système italien Tutor.